# Ercole amante
Hercule amoureux
Ercole amante (Hercule amoureux)  est un opéra en un  prologue et  cinq actes de Francesco Cavalli créé le 7 février 1662 à Paris dans la salle des Machines du palais des Tuileries. Le livret en italien est de Francesco Buti, inspiré des Trachiniennes de Sophocle et du neuvième  livre des Métamorphoses d’Ovide.

## Genèse
L’opéra est une commande du cardinal Mazarin pour le mariage de Louis XIV et Marie-Thérèse d'Autriche. Cependant, la  complexité de la préparation de l’œuvre entraîna des retards importants et l’opéra fut créé avec deux ans de retard, la reine était alors enceinte. 
Pour se conformer au goût français, des entrées et intermèdes dansés sur des musiques de Isaac de Benserade et Jean-Baptiste Lully furent ajoutés, principalement à la fin des actes. Le roi lui-même participa à ces passages dansés. Ercole amante fut le spectacle le plus grandiose conçu en Europe en ces temps avec une contribution riche du chœur et de l’orchestre. Une machinerie complexe, comprenant autre autres un bras mécanique, permettait le déplacement de plus de 50 danseurs et danseuses. 
La réception de l’opéra par le public fut plutôt négative, les dimensions de la salle des Machines ne fournissaient pas une bonne acoustique et la cour française n’était que peu intéressée par ce type de spectacle. De plus, le livret était en langue italienne que la cour comprenait peu. Après la première le 7 février, l'opéra fut représenté à 7 reprises : les 14 et 18 février, les 18, 22, 25 et 29 avril et le 6 mai.

## Argument

### Prologue
Les fleuves des deux hémisphères sont invités à écouter Diane (la Lune) célébrer les rois de France et leur lignée dont l’héritier, Louis XIV, s’est uni à une belle princesse espagnole, Marie-Thérèse. Diane appelle les déesses à saluer la reine-mère, Anne d’Autriche, ancienne infante de la maison des Habsbourg, comme Marie-Thérèse. Les fleuves  annoncent que le mariage et la paix franco-espagnole feront le bonheur de la France.

### Acte I
Dans un bois, Hercule se plaint. Lui qui a vaincu tant de monstres est terrassé par son amour pour Iole, la fiancée d’Hyllus, son propre fils. Vénus vient le consoler et lui promet de faire céder Iole. Mais Junon les a entendus. Elle s’emporte contre son ennemie Vénus, et contre Hercule qu’elle déteste d’autant plus qu’il est déjà marié à Déjanire. Elle veut aussi protéger l’amour réciproque qui unit Iole et Hyllus. Et puis Hercule n’a-t-il pas tué le père d’Iole ?

### Acte II
Dans le palais d’Hercule, Iole et Hyllus échangent des serments d’amour. Mais Hercule exige la présence d’Iole dans le jardin : elle doit bien obéir... Le page au service d’Hercule se demande naïvement ce qu’est l’amour. Lychas, le serviteur de Déjanire, le fait parler. On apprend ainsi que le père d’Iole, Eurytus, l’avait promise à Hercule, et qu’il est mort pour s’être rétracté en faveur d’Hyllus. Déjanire, qui a tout entendu, mesure le danger : son fils et elle risquent d’être proscrits. Elle supplie Lychas de l’assister. Junon, de son côté, obtient de Pasithée l’aide de son puissant époux, le Sommeil.

### Acte III
Dans le jardin, Vénus fait paraître un siège magique qui envoûtera Iole et la livrera au héros amoureux. Hercule offre à Iole de lui sacrifier sa force mais c’est inutile : le trône ensorcelé opère, elle lui cède. Désespéré, Hyllus est en outre chassé par son père.  Mais Junon survient avec le Sommeil qui endort Hercule. Junon arme alors Iole pour tuer le héros.
Hyllus revient pour s’interposer, mais à son réveil Hercule se méprend à la vue de son fils armé. Désormais il veut sa mort. Déjanire proteste ; Iole s’offre à Hercule. Celui-ci tempère alors sa fureur : Déjanire est condamnée à l’exil, Hyllus à la détention.

### Acte IV
Retenu dans une tour dominant la mer, Hyllus reçoit un message d’Iole réaffirmant son sacrifice pour le sauver. Désespéré, il se précipite dans les flots. Il est secouru par Neptune, puis réconforté par Junon. De son côté, dans une nécropole, Déjanire veut s’ensevelir. Lychas refuse de l’aider. Survient un cortège funèbre : Iole vient prier son père défunt de lui pardonner d’épouser son assassin. L’ombre d’Eurytus paraît et promet d’intervenir. Mais Déjanire annonce la noyade d’Hyllus. N’ayant plus à épouser Hercule, Iole souhaite suivre son père aux enfers. Lychas calme le désespoir des deux femmes : pourquoi ne pas recourir à la tunique ointe du sang du centaure Nessus, présenté jadis à Déjanire comme un puissant philtre d’amour ?

### Acte V
Aux enfers, Eurytus rassemble les ombres des victimes d’Hercule. Pendant ce temps, dans le temple de  Junon Pronubea, Hercule s’apprête à épouser Iole. Celle-ci lui offre en guise de traditionnelle tunique de l’époux celle de Nessus. Aussitôt l’a-t-il revêtue qu’elle l’embrase, puis le tue dans d’atroces souffrances. Déjanire pleure son époux et Iole Hyllus. Celui-ci réapparaît, mais pour déplorer à son tour le héros. Junon révèle alors, dans une apothéose, Hercule désormais immortel et uni à la Beauté. Elle invite, suivie par tous, les époux royaux qui assistent, au spectacle à se réjouir d’être enfin unis, après tant d’épreuves.

## Distribution

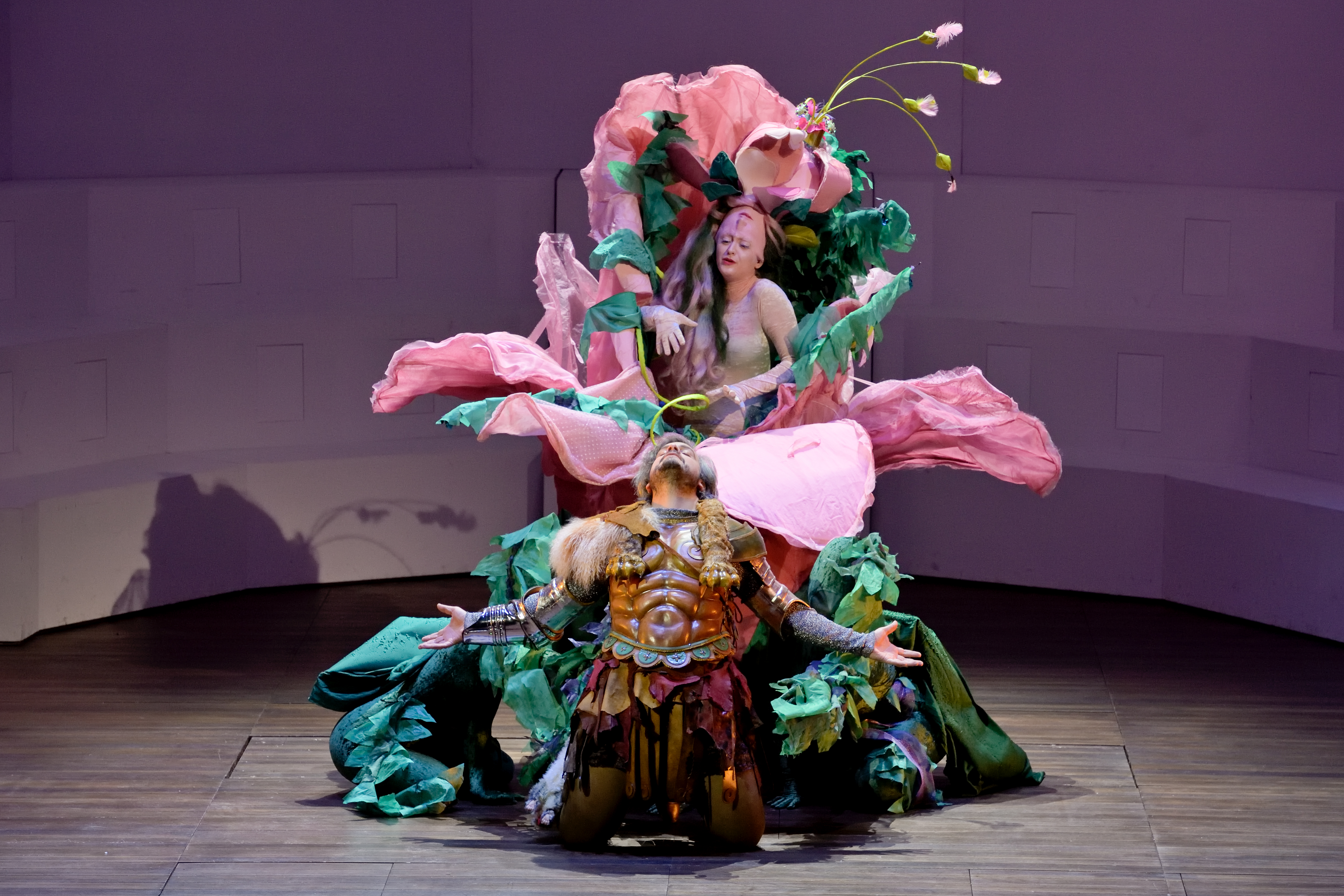
Hercule (Nahuel Di Pierro) et Venus (Guilia Semenzato) dans la production de l'Opéra Comique en Novembre 2019

| Rôle                                                                                 | Tessiture                | Interprète de la création   |
| ------------------------------------------------------------------------------------ | ------------------------ | --------------------------- |
| La Lune (Cinzia)                                                                     | castrat soprano          | Giuseppe Meloni             |
| Le Tibre (Tevere)                                                                    | basse                    | Signor Beauchamps           |
| Hercule (Ercole)                                                                     | basse                    | Vincenzo Piccini            |
| Vénus (Venere)                                                                       | soprano                  | Hylaire Dupuis              |
| Junon (Giunone)                                                                      | castrat soprano travesti | Antonio Rivani              |
| Illus (Hyllo), fils d'Hercule                                                        | ténor                    | Giuseppe Agostino Poncelli  |
| Iole, fille d'Eutyre                                                                 | soprano                  | Anna Bergerotti             |
| Le Page (Paggio)                                                                     | soprano                  |                             |
| Déjanire (Deianira), épouse d'Hercule                                                | soprano                  | Leonora Ballarini           |
| Licas (Licco)                                                                        | castrat contralto        | Giuseppe Chiarini           |
| Pasithée (Pasithea), femme du Sommeil                                                | soprano                  | Signora Bordoni             |
| Le Sommeil (Sonno)                                                                   | rôle muet                |                             |
| Mercure (Mercurio)                                                                   | ténor                    | Signor Tagliavacca          |
| Neptune (Nettuno)                                                                    | basse                    | Paolo Bordigoni             |
| Eutyre (Eutyro), roi d'Éocalie                                                       | basse                    | Paolo Bordigoni             |
| Clarice (Clerica), reine de Cos                                                      | soprano                  | Anne Chabanceau de La Barre |
| Laomédon (Leomedonte), roi de Troie                                                  | ténor                    | Signor Vulpio               |
| Busiris (Bussiride), roi d'Égypte                                                    | castrat contralto        | Signor Zanetto              |
| La Beauté (La Bellezza)                                                              | soprano                  | Anne Chabanceau de La Barre |
| Les Grâces (Le Grazie)                                                               |                          | Ribera, Meloni, Zanetto     |
| Fleuves, Zéphyrs et Ruisseaux, Sacrificateurs, Ombres infernales, Tritons et Sirènes | chœur                    | chœur                       |